# Schloss Plötzkau

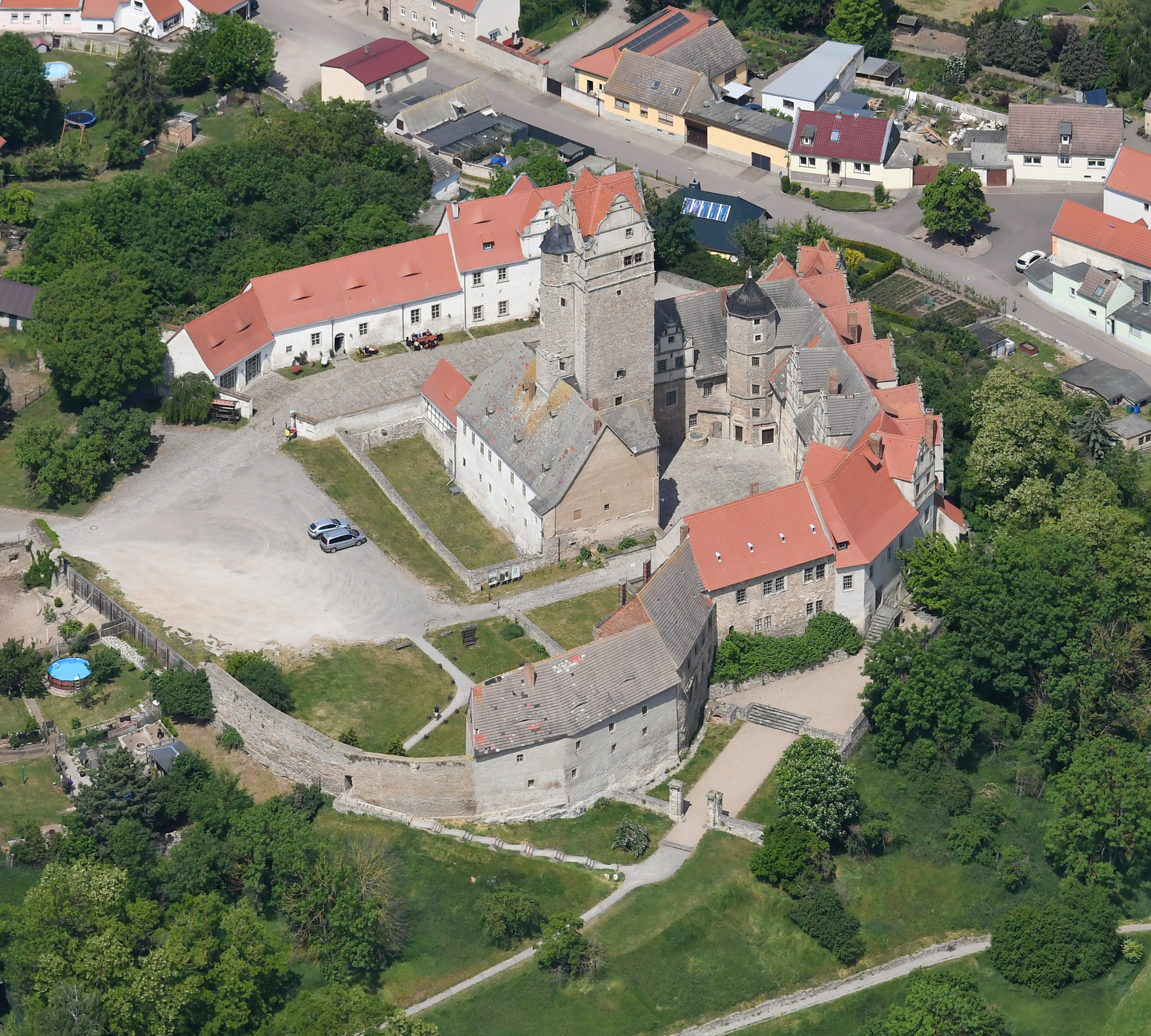
Schloss Plötzkau von Süden aus der Luft gesehen

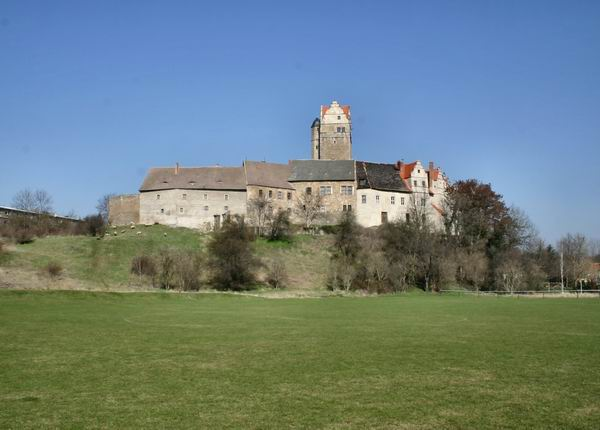
Schloss Plötzkau

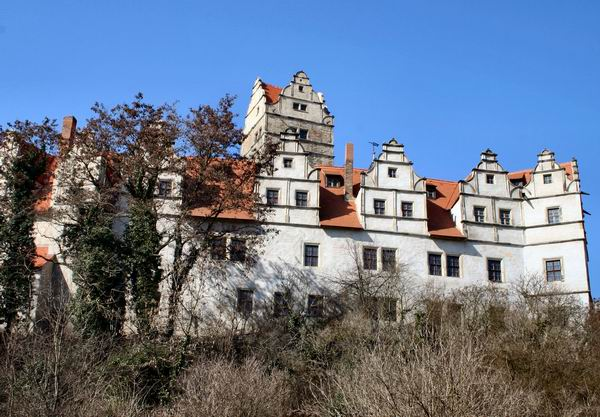
Schloss Plötzkau

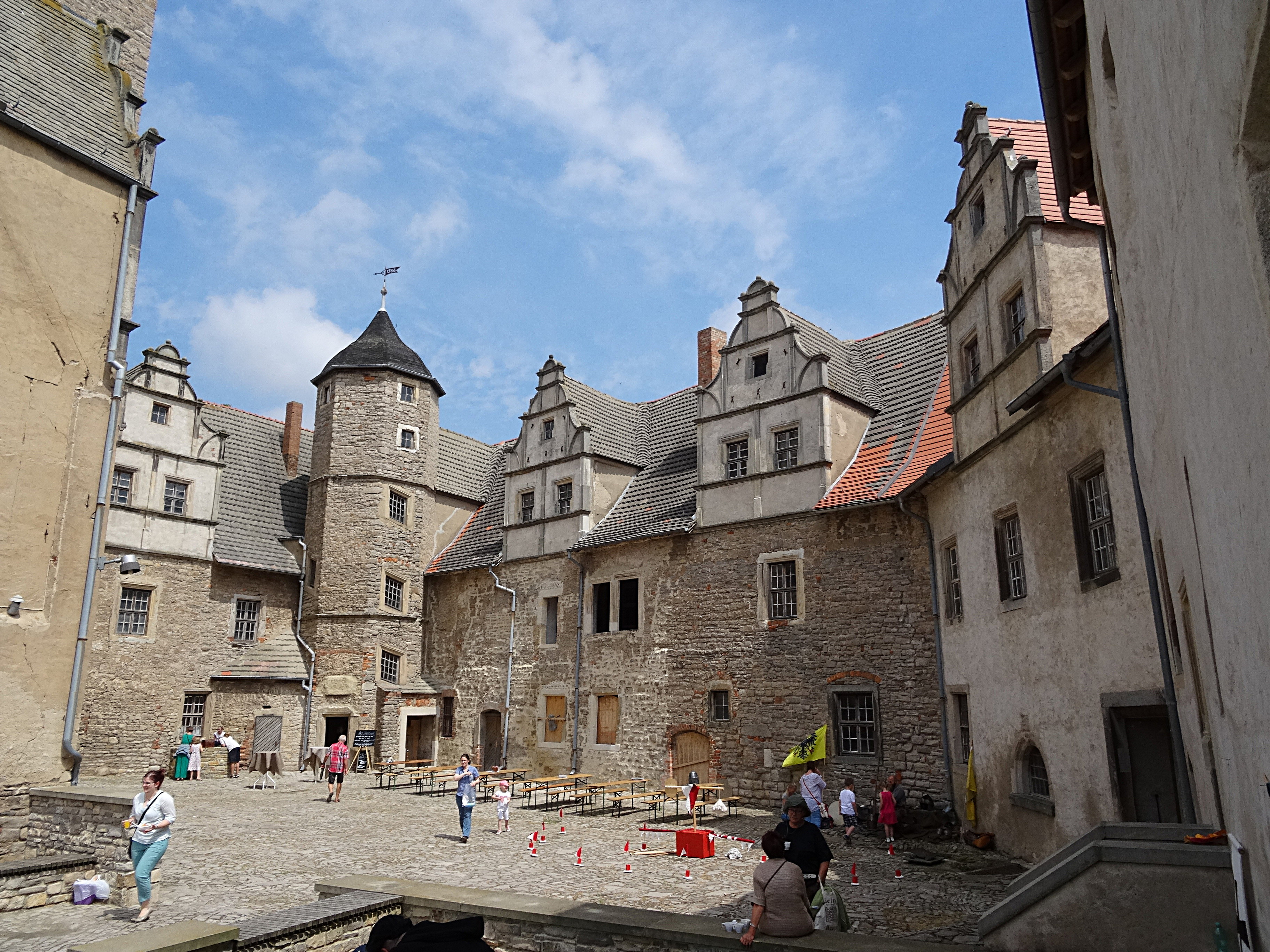
Blick in den Innenhof

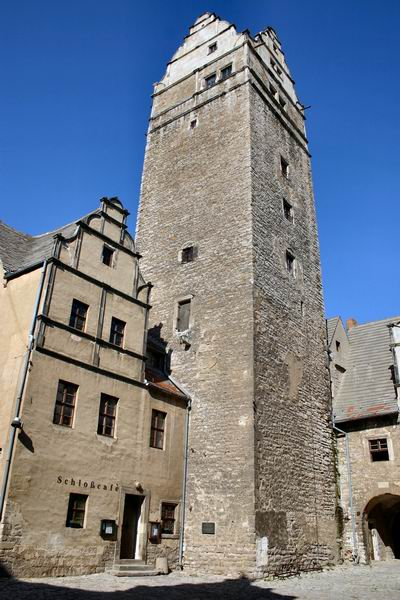
Schloss Plötzkau, Bergfried, zum Schlossturm umgebaut

Das Schloss Plötzkau im Ort Plötzkau (Verbandsgemeinde Saale-Wipper, Sachsen-Anhalt) ist ein Renaissanceschloss an der Stelle einer mittelalterlichen Grafenburg. Bekannt wurde es vor allem als Residenz des Fürstentums Anhalt-Plötzkau (1611–1665). Das Schloss wird von der Kulturstiftung Sachsen-Anhalt als Eigentümer verwaltet.

## Geschichte
Die mittelalterliche Rundburg wurde 1049 erstmals urkundlich erwähnt. Bernhard von Hecklingen ist wohl der erste Graf von Plötzkau. Er gründete ein Benediktinerkloster im nahegelegenen Kakelingen. Vermutet wird, dass die Errichtung der Grafschaft im Zusammenhang mit der Burgenpolitik Heinrichs IV. stand. Sein Sohn Dietrich wurde urkundlich als Graf von Plötzkau genannt. Helperich, der Sohn Dietrichs, erhielt 1112 die Nordmark als Lehen von Kaiser Heinrich V. Im Zuge der Aufstände des sächsischen Adels gegen Heinrich V., der 1115 bei der Schlacht am Welfesholz mit der Niederlage des Kaisers endete, konnte er seine Ansprüche aber nicht durchsetzen. Offensichtlich blieb die Familie dem Kaiserhaus eng verbunden, denn der Sohn Helperichs, Konrad, wurde 1130 wiederum mit der Nordmark belehnt. Konrad konnte seinen Besitz aber nicht lange genießen, denn er fiel bereits 1133 beim Italienfeldzug König Lothars I. Konrads Bruder Bernhard, der letzte Graf von Plötzkau, kam 1147 im Zweiten Kreuzzug um.
Um das Erbe der Plötzkauer Grafen entbrannte ein erbitterter Streit zwischen Markgraf Albrecht dem Bären und dem Sachsenherzog Heinrich dem Löwen. Im Kampf der Askanier gegen die Welfen zerstörte 1139 der Erzbischof Konrad von Magdeburg die Burg. Letztendlich konnte sich Albrecht durchsetzen. Später gelangte Plötzkau unter die Lehnsherrschaft des Stiftes Gernrode. Die Gernröder setzen die Ministerialen aus den Familien von Hoym und von Freckleben als Lehnsnehmer ein. Das Ministerialengeschlecht von Plötzkau entstammte möglicherweise einer dieser Familien.
1436 zog Fürst Bernhard VI. von Anhalt-Bernburg nach einem Vergleich Plötzkau als erledigtes Lehen ein. Bei der Landesteilung von 1554 wurde der üble Zustand der Burg erwähnt, der einen Neubau erforderlich machte. Zur Finanzierung verzichtete Fürst Joachim auf die Ausgleichszahlung von 74 Gulden, die Bernhard, Joachim Ernst und Karl für den Mehrwert von Plötzkau hätten zahlen müssen. Er zahlte sogar 1555/56 für den Bau 1000 Gulden.
In den Jahren 1566 bis 1573 errichtete Bernhard das noch heute weitgehend erhaltene Renaissanceschloss. Beginnend mit dem Südflügel folgten im Bauablauf Ost- und Nordseite sowie die Westfront. Unter Verwendung des mittelalterlichen Bergfriedes wurde der Turm auf sieben Stockwerke aufgestockt. Er erhielt eine Haube mit vier Giebeln. Das „Alte Haus“ am Turm blieb bestehen und wurde erst 1600 abgerissen. Als Baumeister sind überliefert:
- 1566 Bastian (aus Dessau?), Steinmetz,
- Nickel aus Alsleben Steinmetz,
- Wulf Steinmetz,
- 1567/68: Georg Schröter Bildhauer,
- 1570er Jahre: Christoph Bildhauer.

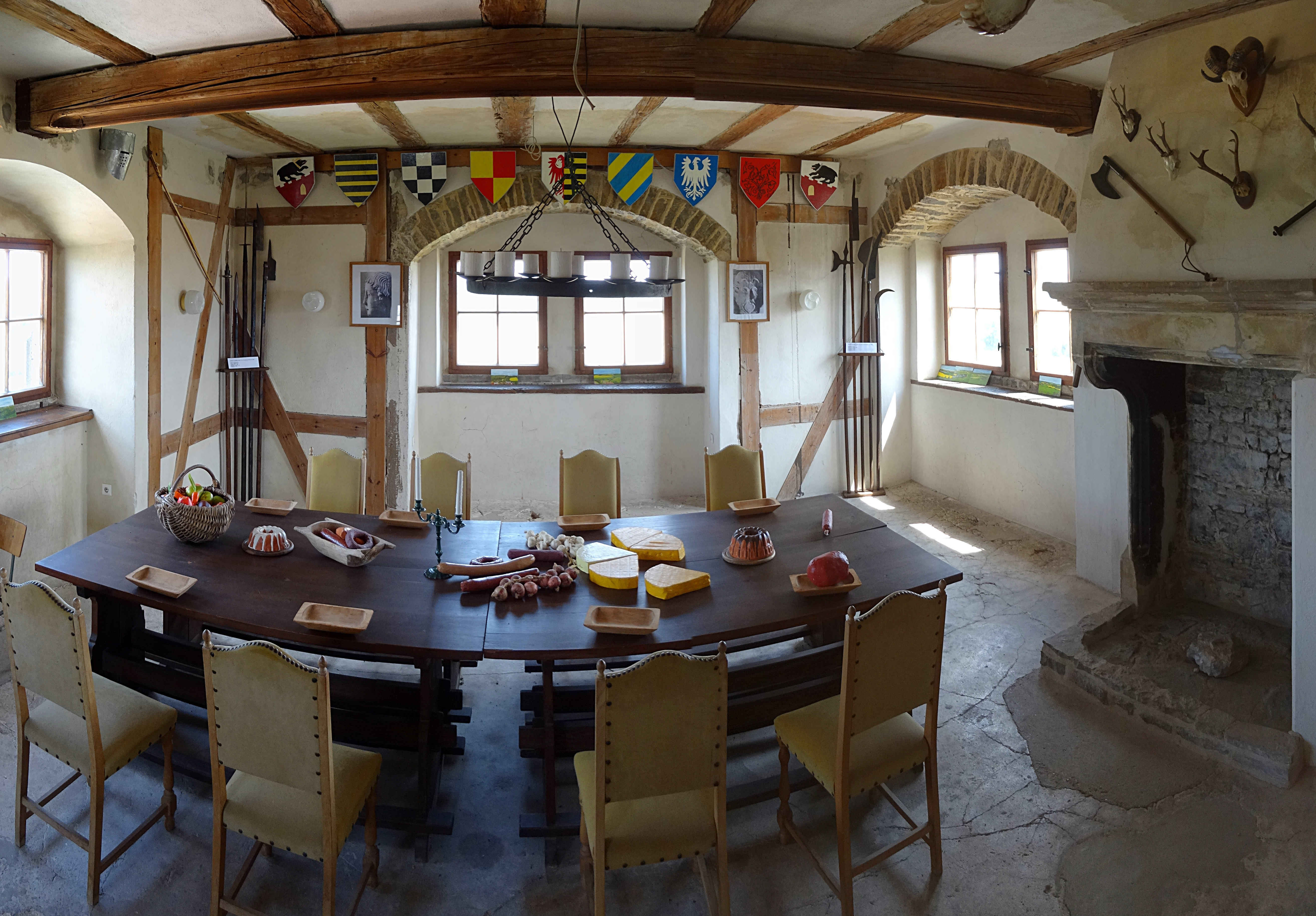
Die Fürstentafel

Kunstgeschichtlich interessant ist der von Georg Schröter errichtete Kamin im Fürstensaal. Seine Formensprache weist enge Beziehungen zum Bernburger Schloss auf.
1611 erhielt Fürst August von Anhalt in Nachbesserung der anhaltischen Erbteilung von 1606 die Herrschaft Plötzkau aus dem Fürstentum Anhalt-Bernburg und begründete hier die fürstliche Linie Anhalt-Plötzkau. In der Folgezeit erfolgten Umbauten an den Schlossgebäuden im Zeitgeschmack des Barock. 1665 gelangte das Schloss an die Linie Bernburg-Harzgerode und später durch Erbfall zurück an die Linie Anhalt-Bernburg. 1720 trat Fürst Karl Friedrich die Regierung in Bernburg an. Sein Sohn Victor Friedrich residierte auf Schloss Plötzkau. Es wurden weitere barocke Umbauten durchgeführt. Die Innenräume stattete man luxuriös aus. Der Burggraben erhielt eine neue Funktion als Hunde- und Hirschgraben. Die wirtschaftliche Nutzung der Herrschaft erfolgte durch die Einrichtung einer Domäne.
Doch bald endete die Nutzung als repräsentative Fürstenresidenz. Schon 1741 vermeldete man die Einrichtung einer „Japanischen Fabrik“ in den Schlossräumen. Von 1840 bis 1874 nutzte man die Schlossgebäude als Straf- und Besserungsanstalt.
Im 19. Jahrhundert wurden die charakteristischen 21 Giebelgauben immer schadhafter, sodass eine 1833 einstürzte. Deshalb wurden von 1865 bis 1870 alle Giebelgauben für 4000 Taler durchgreifend saniert und erneuert.
Nach Auflösung der Strafanstalt wurde das Schloss durch die Domänenverwaltung genutzt. Nach 1945 wohnten zeitweise Flüchtlinge in den Wohnräumen. Später bewahrte das Landesmuseum für Ur- und Frühgeschichte sein Depot hier auf. Diese Nutzung währte bis 1992. Heute steht das Schloss unter der Verwaltung der Kulturstiftung Sachsen-Anhalt.